# Rue Pierre-Béteille
Pour les articles homonymes, voir Béteille.
La rue Pierre-Béteille (en occitan : carrièra Pierre Béteille), ou simplement Béteille, est une voie de Toulouse, chef-lieu de la région Occitanie, dans le Midi de la France.

## Situation et accès

### Description
La rue Pierre-Béteille est une voie publique. Elle se trouve au cœur du quartier Bonnefoy.
La chaussée compte une voie de circulation dans chaque sens. Elle appartient à une zone 30 et la circulation y est limitée à 30 km/h. Il n'existe en revanche ni piste, ni bande cyclable.

### Voies rencontrées
La rue Pierre-Béteille rencontre les voies suivantes, dans l'ordre des numéros croissants (« g » indique que la rue se situe à gauche, « d » à droite) :
1. Rue du Faubourg-Bonnefoy
2. Place Pierre-Béteille (g)
3. Rue du Clairon-Pouget (d)
4. Rue de l'Espérance (d)
5. Chemin de Lapujade

## Odonymie
La rue porte le nom de Pierre Béteille, maraîcher, propriétaire des terrains sur lesquels elle fut tracée. Ce nom a été donné à plusieurs rues du quartier. Entre 1885 et 1914, une rue perpendiculaire fut la rue Neuve-Béteille (actuelle rue du Clairon-Pouget) et, plus loin, une autre fut la petite-rue Béteille (actuelle rue Saint-Just). Entre 1885 et 1936, le nom de rue Béteille-prolongée fut donné à la voie qui avait été tracée dans le prolongement de la première, au-delà du chemin de Lapujade (première partie de l'actuelle rue Michel-Ange).

## Patrimoine et lieux d'intérêt
- no  8 : maison toulousaine (1932)[5].
- no  13 : maison toulousaine (deuxième moitié du XXe siècle)[6].
- no  22 : maison toulousaine (deuxième moitié du XXe siècle)[7].
- no  25 : maison toulousaine (fin du XXe siècle)[8].
- no  27 : maison toulousaine (deuxième moitié du XXe siècle)[9].
- no  36 : maison (1920)[10].
- no  42 : maison toulousaine (deuxième moitié du XXe siècle)[11].